# Gare de Lamotte-Brebière
Ne doit pas être confondu avec Gare de Lamotte-Beuvron.
La gare de Lamotte-Brebière est une ancienne gare ferroviaire française de la ligne de Paris-Nord à Lille, située sur le territoire de la commune de Lamotte-Brebière, dans le département de la Somme, en région Hauts-de-France.
La Société nationale des chemins de fer français (SNCF) a supprimé en 2011 les arrêts de trains régionaux — TER Picardie — dans cette halte ferroviaire.

## Situation ferroviaire
Établie à 31 mètres d'altitude, la gare fermée de Lamotte-Brebière est située au point kilométrique (PK) 131,121 de la ligne de Paris-Nord à Lille, entre les gares ouvertes de Longueau et de Daours.

## Histoire
En 2010, deux aller-retours omnibus Amiens – Albert (soit quatre trains quotidiens) desservent Lamotte-Brebière. En raison d'une fréquentation très faible, la SNCF ferme la halte la veille de la mise en place du cadencement (le 11 décembre 2011).

## Patrimoine ferroviaire

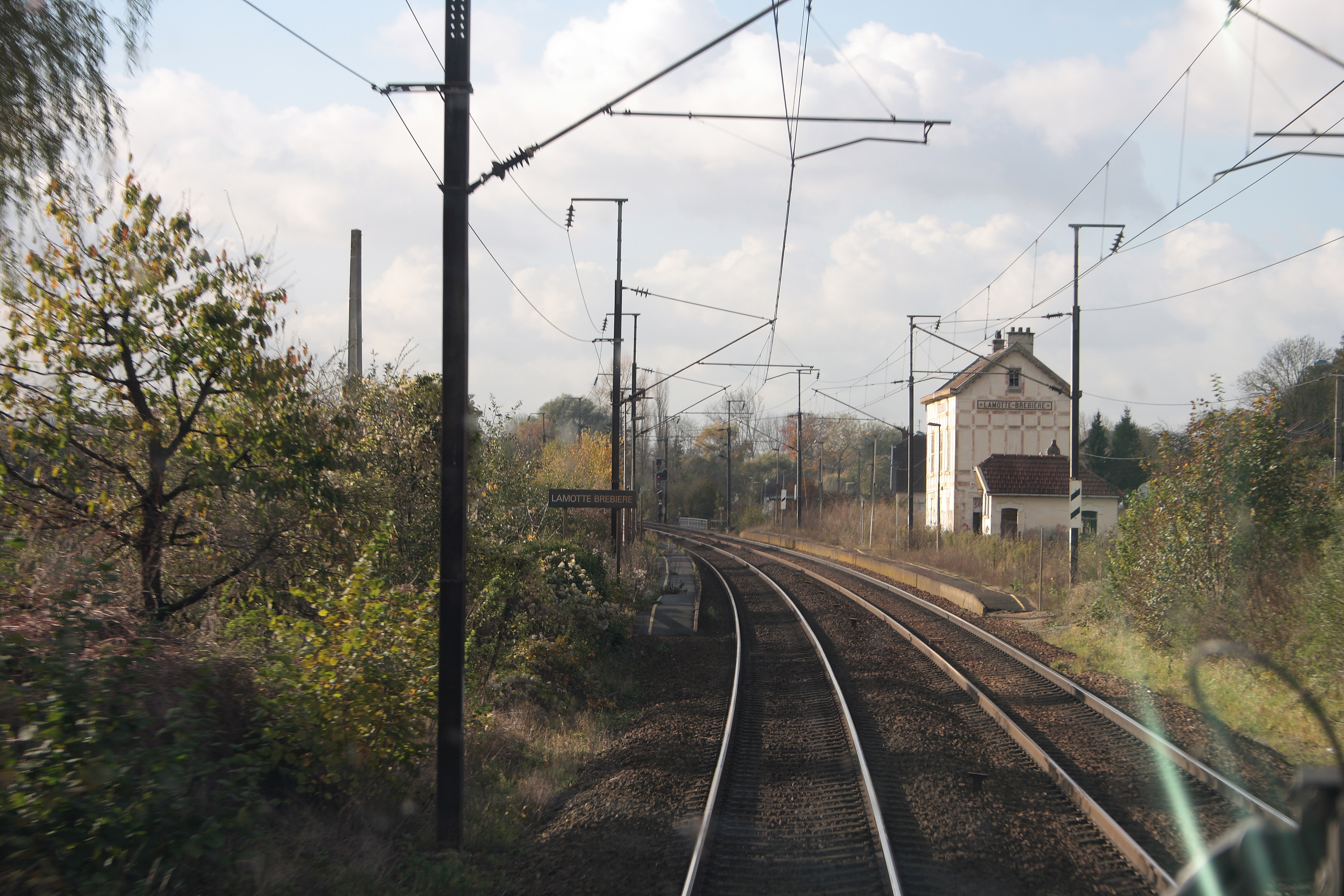
Vue générale de la gare, en 2013.

Les deux quais latéraux sont toujours présents sur le site. L'ancien bâtiment voyageurs est détruit en janvier 2024[réf. nécessaire].